# وقتشه (ای‌پی)
وقتشه (انگلیسی: It's Time) یک ای‌پی از گروه موسیقی راک آمریکایی ایمجین درگنز است که در ۱۲ مارس ۲۰۱۱ منتشر شد. این ای‌پی در پاییز ۲۰۱۰ ضبط و تمام قطعه‌ها توسط گروه سروده شده است.